# Svaba Ortak

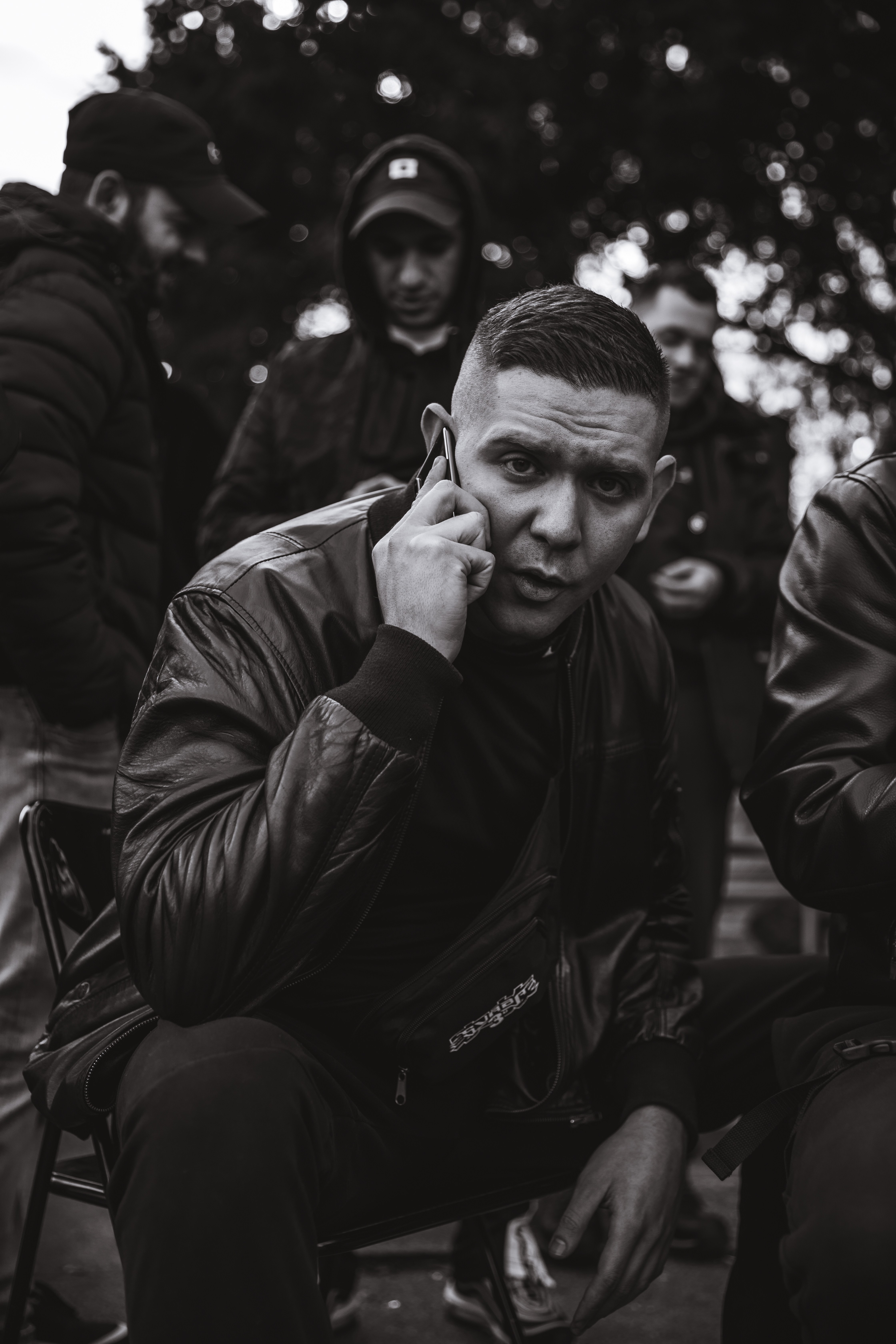
Svaba Ortak

Svaba Ortak (* 12. November 1992 in Wien, Österreich; bürgerlich Pavle Komatina) ist ein österreichischer Rapper und Hip-Hop-Musiker aus Wien.

## Leben
Der Sohn einer bosnischen Kroatin und eines Serben aus Montenegro wuchs im dritten Wiener Gemeindebezirk, Wien-Landstraße auf. Seinen Künstlernamen Svaba Ortak adaptierte er zusammen mit seinem Kumpel aus dem jugoslawischen Film Rane (deutscher Titel: The Wounds) von 1998. Svaba ist dort eine der Hauptpersonen. Sein Kumpel, der ebenfalls Rapper werden wollte, gab sich den Namen des anderen Hauptcharakters Pinki. Schon in der Schulzeit schrieb Svaba Ortak seine ersten Rapzeilen und veröffentlichte Tracks über YouTube. Zunächst belegte er die Oberstufe in der Graphischen, fand jedoch anschließend keine Anstellung in diesem Bereich. Über Wasser hielt er sich mit kleinen Jobs.
Svaba Ortak hat sich bereits seit 2011 einen Namen in der Wiener Rapszene gemacht. Vor allem als Teil des Eastblok-Kollektivs wurde er einer breiteren Masse bekannt. Die Eastblok Family ist ein Zusammenschluss aus zwölf MCs, Produzenten und Tänzern. Svaba Ortak ist außerdem Teil des Ortak-Kollektiv, de auch Manijak Ortak und Pinki D. Ortak angehören. Es folgten mehrere Mixtapes, die seinen Ruf in der Szene ausbauten. Nach dem Mixtape Kaldrma zog er für kurze Zeit nach Frankfurt am Main, Deutschland. Anschließend brachte er die Enter Tha Dragon-EP heraus, die sich auf Platz 41 der österreichischen Charts platzieren konnte. Svaba Ortak kollaborierte in Deutschland mit namhaften Künstlern wie Olexesh, Schwesta Ewa, der 187 Strassenbande und vor allem Haze. Kurz darauf folgte die Rückkehr nach Wien.
2018 machte Svaba Ortak mit stark frequentierten Auftritten im Vorprogramm von RAF Camoras Konzert in der Marx-Halle und auf dem Donauinselfest von sich reden.  2019 folgte nun die Veröffentlichung seines Debütalbums Eva & Adam, welches am 29. März 2019 über Sony Music erschien. Dieses enthält Gastbeiträge von RAF Camora, Amar, Pireli und Droogieboyz. Einige Titel auf Eva & Adam, die er gemeinsam mit Doni Balkan und PMC Eastblok anfertigte, erinnern an die Platten von Beogradski Sindikat. Das liegt primär an der harmonischen Einbettung traditioneller, serbischer Folklore-Elemente. Die Albumreleaseshow fand am 12. April 2019 in der SimmCity in Wien statt. Das Album erreichte Platz 4 der österreichischen Charts.

## Musikstil
Svaba Ortak verwendet viele Elemente der serbischen Musik, insbesondere in den Beats, aber auch verschiedene Folk-Elemente werden unter die Songs gelegt. So verwendete er auf seinem letzten Album auch ein Sample aus Đorđije Koprivicas Volkslied Jelena. Ortak lernte auch die serbische Langhalslaute Gusle, die auf dem Album zum Einsatz kam. Musikalisch handelt es sich um eine Mischung aus G-Funk, modernem Trap und Ethno-Beats unter Zuhilfenahme von Autotune, wobei er Wert darauf legt, Autotune nur für seine Balladen zu verwenden. Die Texte sind überwiegend persönlich gehalten und erzählen vom Aufwachsen in Wien als Gastarbeiterkind.

## Diskografie
Alben
- 2019: Eva & Adam (Sony Music)
- 2021: Atlas oder Nada (Sony Music)

Kollaboalben
- 2014: Alpha (als Teil der Eastblok-Crew)
- 2014: Wien glänzt heute (EP, mit Manijak, Ortak)
- 2017: Honig & Blut (EP, mit Eşref, Eastblok Family)
- 2018: Zukunft (EP, mit Haze, Alte Schule)

Mixtapes
- 2011: Ortak, Alles & Sofort
- 2014: Kaldrma

EP
- 2016: Enter Tha Dragon (Eastblok Family)
- 2019: Babylonclub (Sony Music)

Singles
- 2010: Serben in Wien
- 2010: DHMW (Du hast mein Wort)
- 2018: Daj Daj Daj feat. Juice
- 2018: Sada znam
- 2018: Napad feat. Pirelli
- 2019: P A K I
- 2019: Qualität
- 2019: Simba feat. Amar
- 2019: Konsum
- 2021: Idemo
- 2021: Alal Vera
- 2021: Illusion [Untote Pt. II]
- 2021: Memoiren